# Pterolophia andrewsi
Pterolophia andrewsi là một loài bọ cánh cứng trong họ Cerambycidae.